# 天主教埃維納雍教區
天主教埃維納雍教區（拉丁語：Dioecesis Evinayongensis）是赤道幾內亞一個羅馬天主教教區，屬馬拉博總教區。
教區成立於2017年4月1日，主教座堂為聖若瑟主教座堂，範圍包括中南省。2017年有教友50,000人（佔轄區總人口69.8%）、十三個堂區、廿六名司鐸。現任教區主教為嘉禮·保利诺·埃索诺-阿巴加-奥波诺。